# Luka Jones
Pour les articles homonymes, voir Jones.
Luka Jones, né le 18 août 1975 à Evanston (Illinois), est un acteur américain.

## Filmographie

### Cinéma
- 2012 : Moi, député : l'homme à vélo
- 2013 : The Pretty One : Patrick
- 2013 : Her : Mark Lewman
- 2015 : The Dramatics : A Comedy : le propriétaire du magasin d'armes à feu
- 2015 : Chair de poule, le film : déménageur #2
- 2015 : Always Worthy : Eddie
- 2015 : Dean : Toby
- 2017 : Izzy Gets the Fuck Across Town : Leo
- 2017 : Lane Woods Finds Love
- 2018 : Relationship : Ash
- 2021 : Curious George : Cape Ahoy :  Rocco (voix)

### Télévision
- 2011 : How I Met Your Mother : Nick
- 2012 : CollegeHumor Originals : le chevalier et le patron du bar
- 2012 : Best Friends Forever : Joe Foley (6 épisodes)
- 2012 : Up All Night : Scott Chafin (11 épisodes)
- 2013 : Holding Patterns (téléfilm) : Lindsey
- 2013 : Ben and Kate : Lance
- 2013 : Modern Family : Dustin
- 2013 : Ghost Girls : Brian
- 2014 : Bad Teacher : Chef Asher
- 2014 : Really : Fred
- 2015 : Casual : Dave
- 2015 : Comedy Bang! Bang! : Pierce Handmight
- 2016–2017 : People of Earth : Gerry Johnson (20 épisode)
- 2017 : I Love Dick : Willis
- 2017 : Pillow Talk : Max (4 épisode)
- 2019 : SMILF : Sully
- 2019–2021 : Shrill : Ryan (16 épisode)[1]
- 2021 : Birdgirl (voix)
- 2021 : Cinema Toast : Willy